# Heinrich von Littrow
Heinrich von Littrow (Vienna, 26 gennaio 1820 – Abbazia, 25 aprile 1895) è stato un cartografo e scrittore austriaco.

## Biografia
Heinrich von Littrow era un figlio dell'astronomo Joseph Johann von Littrow e di sua moglie Karoline von Ulrichsthal. Tra i suoi dodici fratelli, vi era Karl Ludwig von Littrow un importante astronomo.

## Opere

### Cartografie
- Aus dem Seeleben, 1892
- Die Marine, 1848
- Die Semmeringfahrt, 1883
- Deutsches Marine-Wörterbuch
- Handbuch der Seemannschaft. Verlag Gerold, Wien 1859.

### Racconti
- Seemöven. Gedichte 1857
- Von Wien nach Triest, 1863
- Der Kuss. Lustspiel
- Eine gute Lehre. Lustspiel
- Xanthippe. Lustspiel